# Ship Chandlers Warehouse

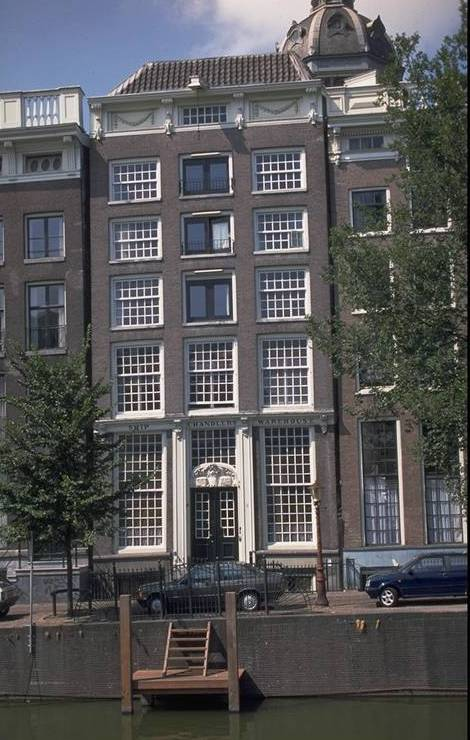
Geldersekade 8, "Het Tabaksvat"

Ship Chandlers Warehouse is de oudste winkel in Amsterdam en ligt aan de Geldersekade nummer 8, vlak bij de Schreierstoren. Ship Chandlers Warehouse is het enige pand in Amsterdam dat nog op alle verdiepingen de originele glas-in-loodramen uit de 17de eeuw heeft.
In 1775 werd de trapgevel vervangen en boven de deur een rococo ornament aangebracht met een tabakspot en enkele tabaksbladen. In 1973 zijn de houten funderingspalen vervangen door 22 betonnen palen.

## Tabakswinkel
Het huis werd in 1623 gebouwd. Beneden was een tabakswinkel, en boven werd de bevoorrading van de schepen besteld. Kleine schepen brachten de bestelling van de Geldersekade naar de grote schepen in de haven.
De Ship Chanders Warehouse begon als tabakswinkel. Rondom Amsterdam waren in die tijd wel 50 tabakskwekerijen. Men rookte de tabak in dunne witte Goudse pijpen, gemaakt van klei. Pas als sigaren hun intrede doen, raken pijpen uit de mode en verdwijnt deze Hollandse tabaksindustrie.

## Kruidenier
In 1804 werd het pand gekocht door Jan Vinke uit Overijssel. Hij begon een kruidenierswinkel en gaf het pand zijn huidige naam, die op de gevel werd aangebracht. Hij ging met zijn gezin boven de winkel wonen, en beneden verkocht hij alles wat schepen nodig hadden voor hun lange reizen.

## Scheepsmakelaar
Vinke maakte fortuin, en in 1860 richtte Albertus Vinke vanuit deze winkel de cargadoorsfirma Vinke & Co. op. Zijn schepen dreven handel in verre landen. Er kwamen Vinke & Co -kantoren in Rotterdam, Antwerpen en Zuid-Afrika. Ook de panden naast de Geldersekade werden bijgekocht. Na 1897 voerde het bedrijf de directie over de N.V. Stoomvaart Maatschappij Oostzee (1897 - 1985), de N.V. Stoomvaart Maatschappij Hillegersberg (1905 - 1968), de N.V. Houtvaart (1910 - 1972) en de N.V. Nederlandse Maatschappij voor de Walvisvaart (1946 - 1966).
In de jaren dertig groeide Vinke & Co uit tot een van de belangrijkste trampvaartrederijen in Nederland en kwam de handel van hout uit Noorwegen op gang. De rederij zich bezig met scheepsbevrachtingen, agenturen, verzekeringen, reizen en scheepsmanagement. Daarnaast was zij consul voor diverse landen. Tot 1980 bleef Vinke rederij- en cargadoorsbedrijf, maar in 1985 werden alle activiteiten gestaakt en alle schepen verkocht.

## Boeken
- 1860-1960
- 1860-1985 Vinke & Co, door H.J.A. Dessens, ISBN 9060130634